# Amadeus Cho
Amadeus Cho é um personagem fictício do Universo Marvel. Ele apareceu primeiramente em Amazing Fantasy (vol. 2) #15.

## História
Amadeus foi considerado por Reed Richards como a sétima pessoa mais inteligente do mundo. Ele tem um coiote como animal de estimação e uma lambreta como meio de transporte.
Amadeus ajudou a Mulher-Hulk a descobrir verdades sobre os Illuminati, grupo que mandou o primo de Jen, Bruce, para o espaço. Depois de ser retirada da SHIELD, Jen e Amadeus foram atacados pelo Dr. Samson, enviado por Reed para capturar os dois. Amadeus se juntou aos antigos Os Campeões, Hércules e Arcanjo depois que fugiu.
Junto com Namora e Hércules, entrou para os Renegados, grupo que se formou para ajudar o Hulk em sua Guerra.
Em 2015, após a mutação do Hulk tornar-se perigosa demais para Bruce, Amadeus criou um método que através de nanotecnologia transferiu a genética radioativa do Hulk do corpo de Bruce para seu próprio. Cho passou a ser o Totalmente Incrível Hulk (em inglês, Totally Awesome Hulk).